# Château de Chailly-sur-Armançon
Le château de Chailly-sur-Armançon est situé sur la commune de Chailly-sur-Armançon, dans le département de la Côte-d'Or. Le château fait l’objet d’un classement au titre des monuments historiques depuis le 18 juin 1930.

## Historique
Le château de Chailly-sur-Armançon était au XIIe siècle, une simple "maison-forte". Au début du XVe siècle, Jean, Seigneur de Loges, en fit une véritable forteresse dotée de quatre tours et d'un pont-levis. Son petit-fils Hugues la transforma en demeure Renaissance, aspect que le château a conservé. Les familles Lenet, Brunet et du Tillet s'y succédèrent. Son plan s'inspire du palais ducal de Nevers.
En 1789, le Château fut protégé contre les excès révolutionnaires, car son domaine est exploité par un "Fermier de Seigneurie", Augustin Godard, maire de Chailly et "Lieutenant Criminel" à Arnay-le-Duc. Celui-ci rachèta le château en 1796, avant qu'il ne soit revendu à la famille Chalon en 1888.
Le propriétaire actuel, Yasuhiko Sata, a fait réhabiliter le château à partir de 1987 pour le transformer en un hôtel 4 étoiles disposant de 45 chambres, 6 salles de seminaires, 1 restaurant et un golf professionnel 18 trous.

## Galerie

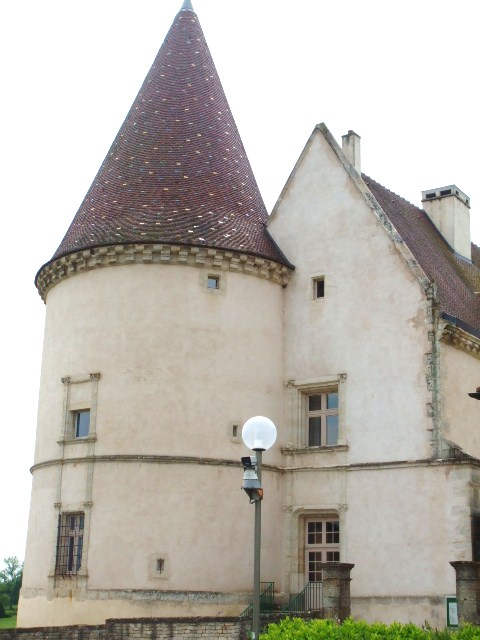
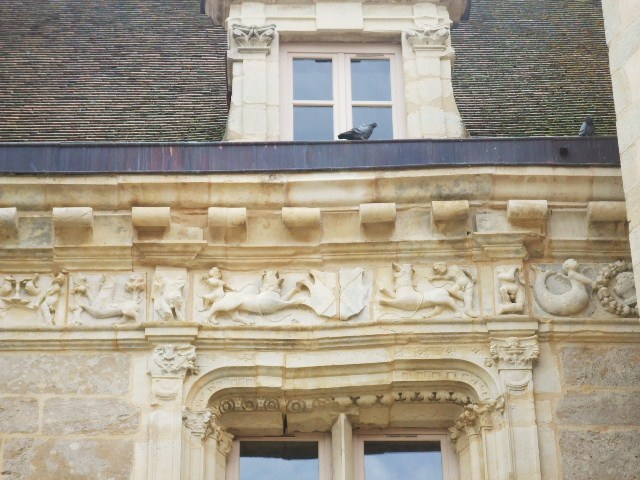
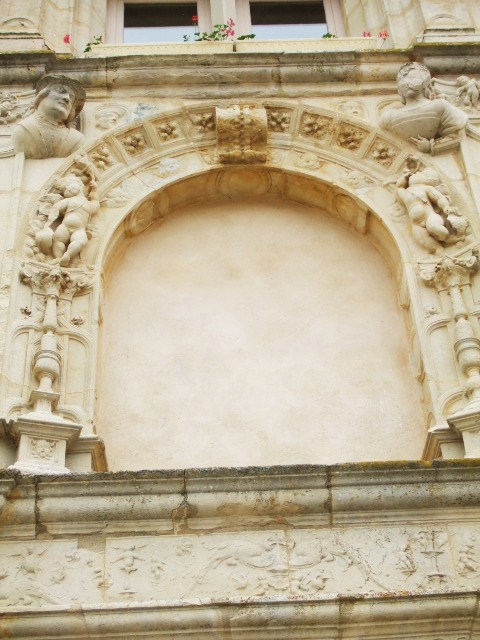
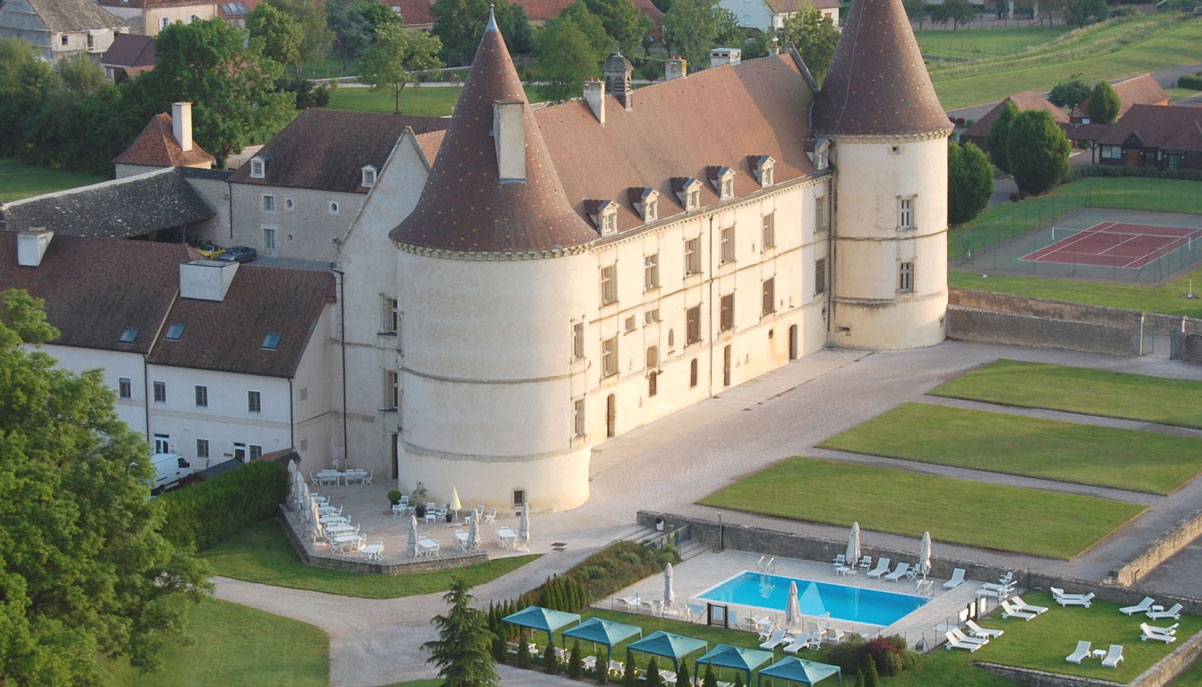
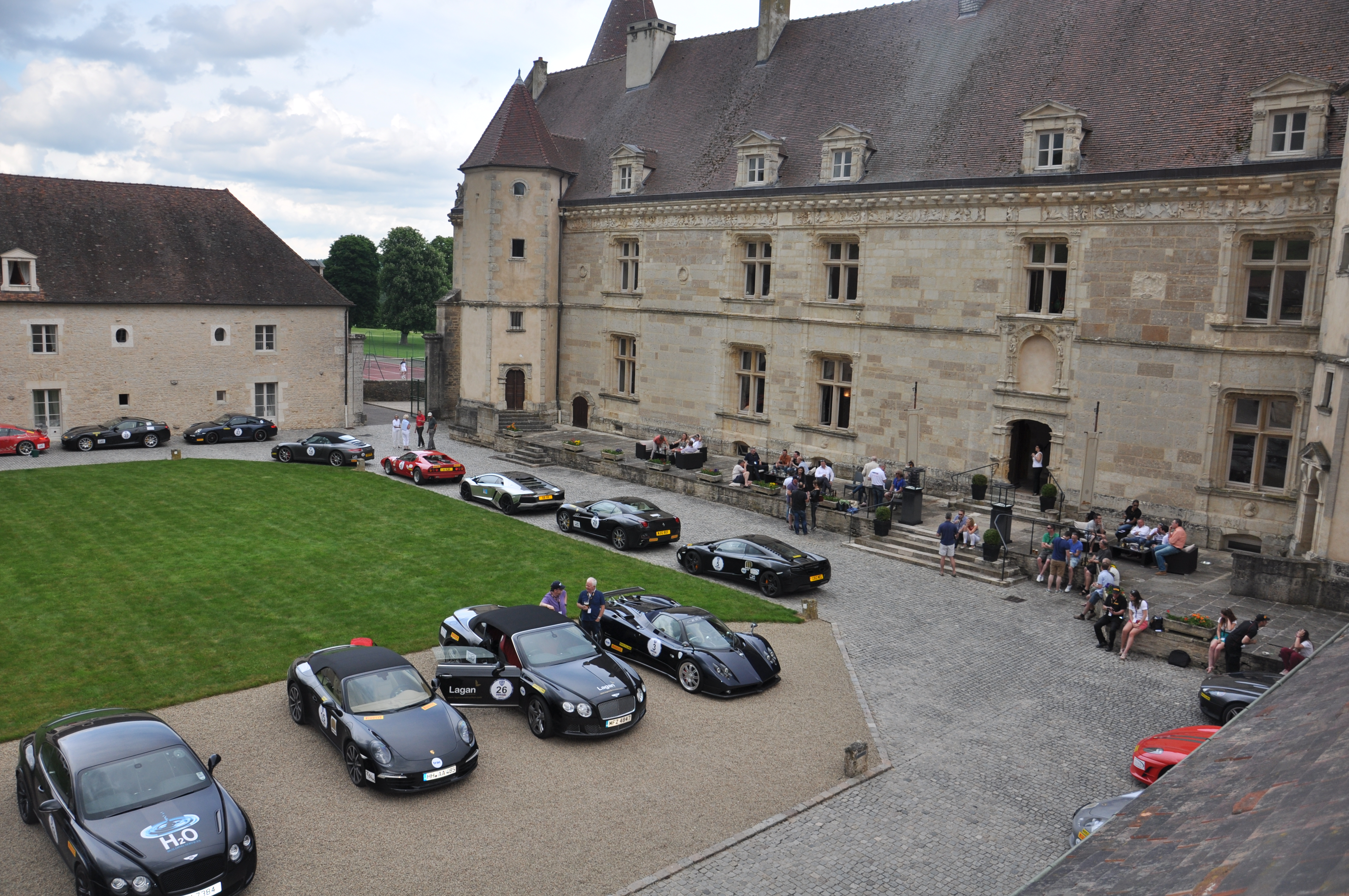
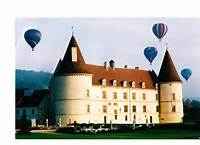
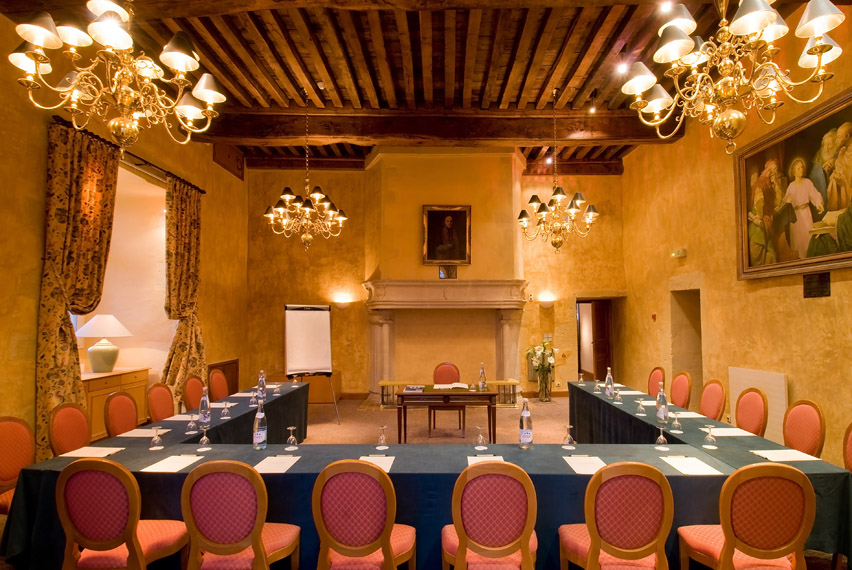